# Rive Droite

A margem direita de Paris compreende os arrondissements ('distritos') situados ao norte do Sena.

Rive Droite (margem direita, em francês) é o nome que se dá, em Paris, capital da França, para a metade norte da cidade, em razão de sua situação em relação ao curso do rio Sena, em oposição à margem esquerda - Rive Gauche. O Sena corta a cidade desde o oeste, dividindo-a em duas partes: a margem direita ao norte, e a esquerda ao sul.
Devido à sua associação com lugares como a Place Vendôme, o conceito de "Rive Droit" costuma ser usado para referir-se a um estilo de vida elegante e sofisticado, que não se encontra na boêmia margem esquerda. Os lugares mais conhecidos da Rive Droit são a avenida dos Champs-Élysées, a Rue de la Paix, Rue de Rivoli, e a Avenue Montaigne.